# Jonas Lenherr
Jonas Lenherr (24 marzo 1989) è uno sciatore freestyle svizzero, specialista dello ski cross.

## Biografia
In Coppa del Mondo ha esordito l'8 dicembre 2012 a Nakiska (32º) e ha ottenuto la prima vittoria, nonché primo podio, il 17 gennaio 2016 a Watles.
In carriera non ha partecipato né a rassegne olimpiche né iridate.

## Palmarès

### Coppa del Mondo
- Miglior piazzamento nella Coppa del Mondo di ski cross: 2º nel 2021
- 12 podi:
  - 5 vittorie
  - 3 secondi posti
  - 4 terzi posti

#### Coppa del Mondo - vittorie
| Data             | Luogo        | Paese    | Disciplina |
| ---------------- | ------------ | -------- | ---------- |
| 17 gennaio 2016  | Watles       | Italia   | SX         |
| 3 marzo 2018     | Sunny Valley | Russia   | SX         |
| 17 dicembre 2018 | Arosa        | Svizzera | SX         |
| 17 febbraio 2023 | Reiteralm    | Austria  | SX         |
| 21 gennaio 2024  | Nakiska      | Canada   | SX         |

Legenda:

SX = Ski cross